# Paramacronychia
Paramacronychia är ett släkte av tvåvingar. Paramacronychia ingår i familjen köttflugor.
Kladogram enligt Catalogue of Life och Dyntaxa:
| Paramacronychia | \| \| Paramacronychia flavipalpis \| \| \| \| \| \| Paramacronychia hackmani \| \| \| \| |
|                 | \| \| Paramacronychia flavipalpis \| \| \| \| \| \| Paramacronychia hackmani \| \| \| \| |
|                 | Paramacronychia flavipalpis                                                              |
|                 |                                                                                          |
|                 | Paramacronychia hackmani                                                                 |
|                 |                                                                                          |